# Sílvia Torres
Sílvia Manuela Carneiro Amorim Torres (7 de janeiro de 1979) é uma professora, deputada e política portuguesa. Ela é deputada à Assembleia da República na XIV legislatura pelo Partido Socialista. Possui uma licenciatura em Ensino de Português e Alemão.